# 大疆Mini系列
大疆Mini系列，也称DJI Mini系列，原先称作大疆Mavic Mini系列，是大疆创新研发的航拍机系列，用于个人以及商业用途的空中照片拍摄与视频拍摄，是大疆御系列的缩小版本，全系正常配置下，重量均低于250克，符合大多数国家无人机免注册飞行要求。最新一代机型是2023年9月发布的Mini 4 Pro。

## 设计与发展

### Mavic Mini

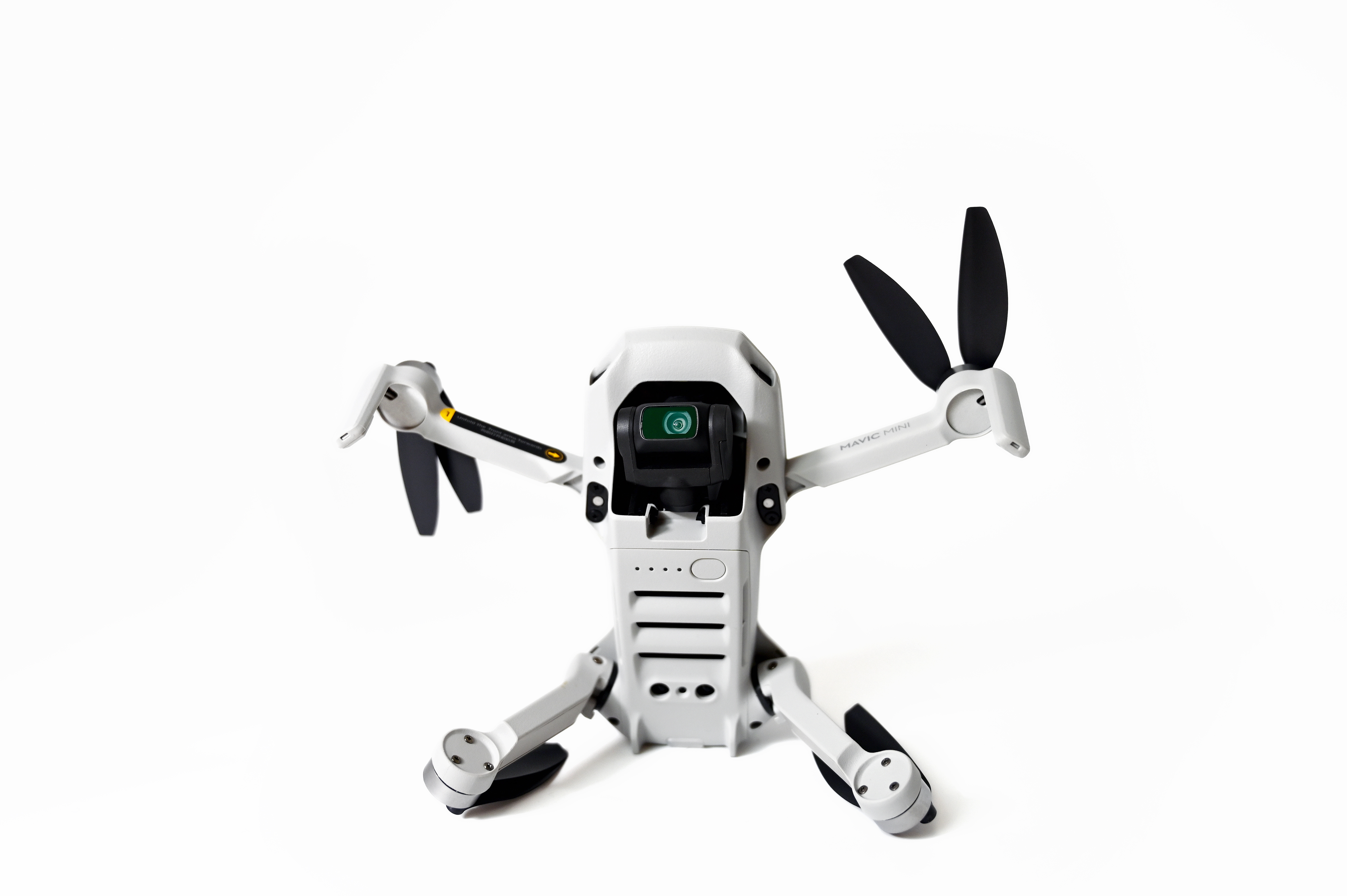
展开状态下的 Mavic Mini

2019年10月30日，中国大疆创新举行发布会，推出Mavic Mini，定位为替代Spark的入门级航拍产品；同年11月11日正式开售。作为御系列轻量机型，其普通版重量仅为249克，在大部分国家无需注册即可飞行。它配备了1/2.3英寸CMOS传感器，可拍摄1200万像素照片和2.7K 30fps视频，搭载2400mAh电池，最长飞行时间达30分钟。为控制重量，该机型仅配备下视避障系统；同时支持地理围栏和AeroScope远程ID功能，并采用增强WiFi图传技术，最远操控距离约4公里。为满足日本无人机重量不超过200克无需报备的法规要求，大疆创新推出了日本特供版（JP版）。此版本通过缩减电池容量至1100mAh，将整机重量降至199克，最长飞行时间缩短至18分钟。

### Mini SE
该机型于2021年7月22日发布（Mini 2系列开始舍弃“Mavic”名称前缀），外观与Mini 2基本相同。它同样采用1/2.3英寸CMOS传感器和增强WiFi图传技术。内部配置与Mavic Mini基本一致，主要区别在于提升了抗风等级，并将电池容量降至2250mAh，但仍维持30分钟的最长飞行时间。

### Mini 2系列
2020年11月5日，Mavic Mini的下一代——Mini 2发布。该系列开始舍弃“Mavic”名称，电池容量降至2250mAh，但最长飞行时间小幅提升至31分钟。相机视频拍摄能力升级至4K 30FPS，并首次支持RAW格式图片拍摄；飞行速度从原来的46.7公里/小时提升至57.6公里/小时。搭载OcuSync 2.0（O2）图传系统，最大操控距离提升至约10公里。
2023年2月9日，Mini SE的后续型号——Mini 2 SE发布。与Mini 2的主要区别在于其视频录制最高分辨率降至2.7K，重量减轻至246克。该机型最初不支持Remote ID（远程识别），但在部分国家法规要求后，大疆于2024年6月通过固件更新增加了此项功能。
2024年8月，大疆正式发布Mini 4K。其内部配置与Mini 2 SE几乎完全相同，但视频录制最高分辨率提升至4K。

### Mini 3系列

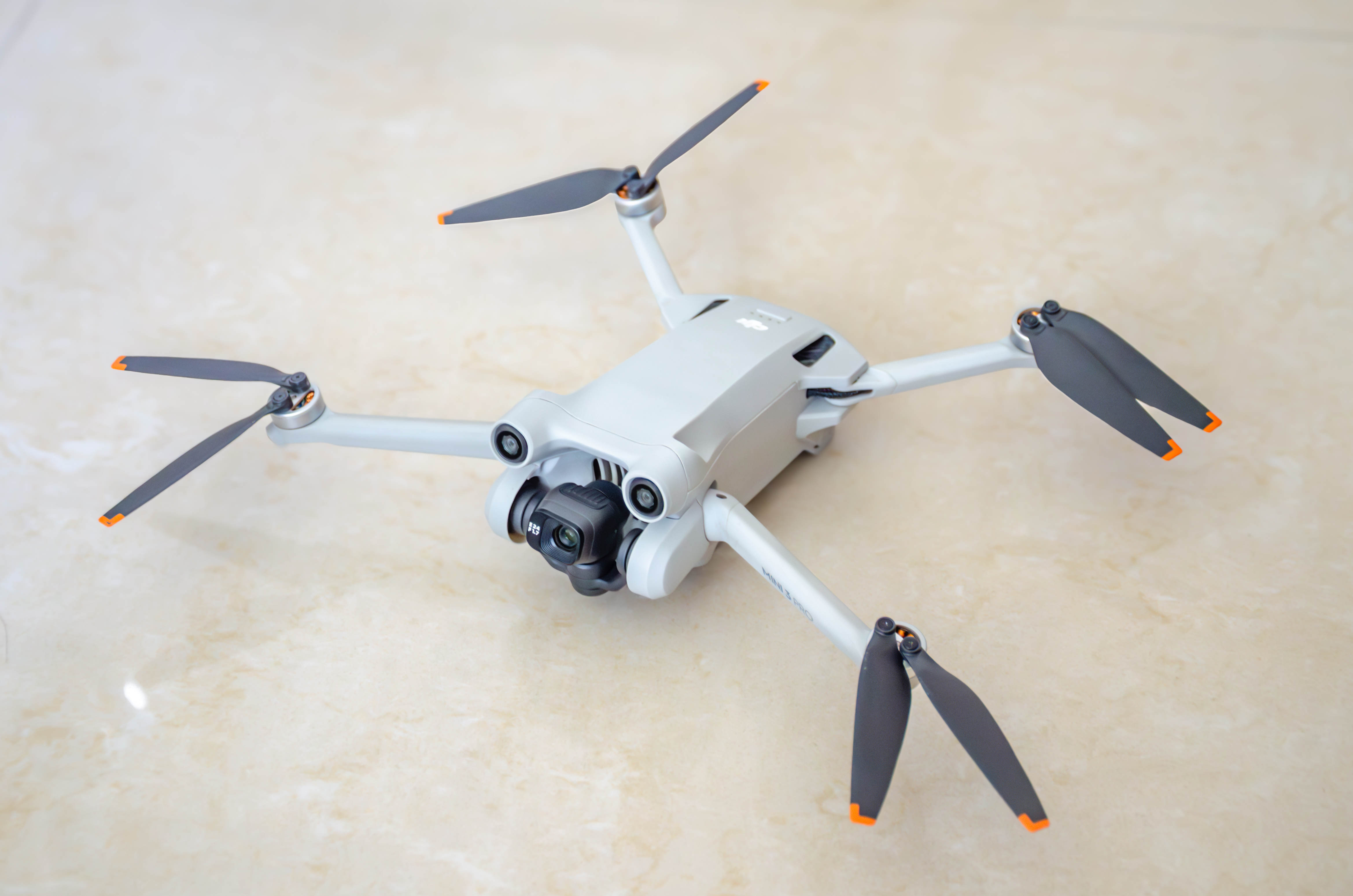
DJI Mini 3 Pro

2022年5月10日，大疆正式发售Mini 3 Pro。这是该系列首款配备前视、后视、下视双目视觉避障系统的机型，后续固件更新增加了对4G图传增强模块和美国Remote ID的支持。它采用全新的1/1.3英寸CMOS传感器，支持拍摄4800万像素照片，视频录制规格提升至4K 60FPS，其云台可旋转90度，实现无损竖拍。图传系统升级为OcuSync 3.0（O3），提供实时1080P 30FPS高清图传。其标准版智能飞行电池容量为2453mAh，整机重量249克，最长飞行时间34分钟；用户也可选择3850mAh的长续航智能飞行电池，飞行时间增至47分钟，但此时重量会超过250克的免注册限制。
2023年12月9日，大疆发布了Mini 3 Pro的价格更亲民版本——Mini 3 。主要区别在于移除了前后视避障传感器、部分Mini 3 Pro支持的智能镜头功能，视频最高录制规格从4K 60FPS降至4K 30FPS，码率亦从Mini 3 Pro的150Mbps降低至100Mbps，且仅支持H.264视频编码，搭载OcuSync 2.0（O2）图传系统，图传质量较Mini 3 Pro有所下降，同时也不支持4G图传增强模块。搭载标准飞行电池时，整机重量降至248克，续航达38分钟；使用长续航电池时可达51分钟，均优于前代机型。

### Mini 4系列

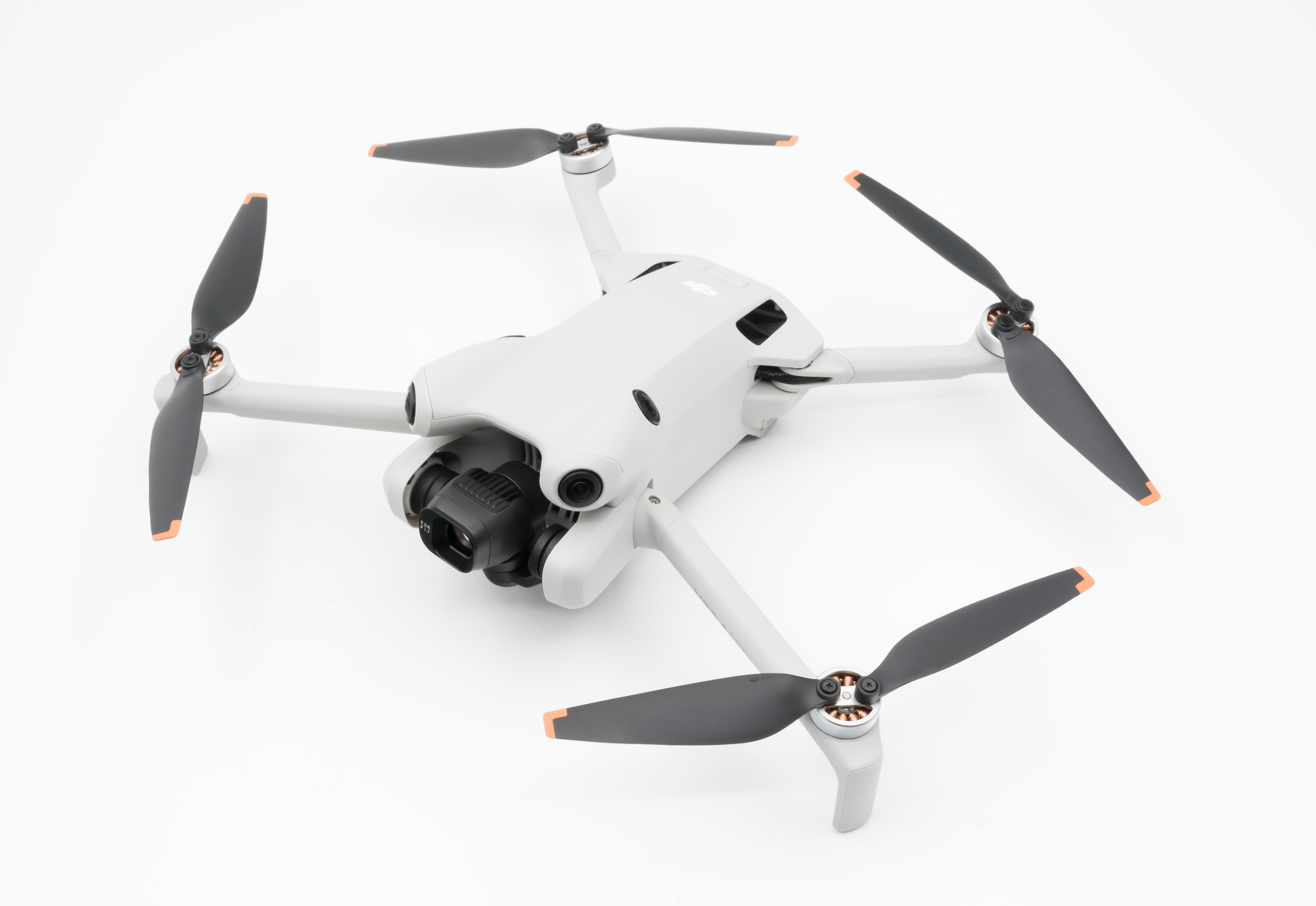
DJI Mini 4 Pro

2023年9月25日，Mini 4 Pro正式发布。该型号首次在该系列上引入了由四个鱼眼摄像头、两个向下的双目视觉传感器以及一个ToF（飞行时间）传感器构成的全向视觉感知避障系统，也是该系列首款搭载OcuSync 4.0（O4）图传系统的机型，最远操控距离提升至约20公里。相机在上代Mini 3 Pro基础上有所升级，新增了4K 100FPS慢动作视频拍摄功能。

## 型号

### Mavic Mini
Mavic Mini
识别型号 Model MT1SS5。迷你化设计的御系列无人机，配备1200万像素1/2.3英寸CMOS、增强型Wi-Fi图传系统，以及2400 mAh电池，提供30分钟续航。2019年11月发布。
Mavic Mini（日本版本）
日本市场专用版本，搭载1100 mAh电池，续航时间缩短至18分钟，总重量减少50克（0.11磅）。
Mini SE
识别型号 Model MT2SS5。经济款机型，采用Mavic Mini内部硬件与Mini 2外壳设计，提升抗风性能，配备2250 mAh电池，续航30分钟。2021年年中发布。

### Mini 2
Mini 2
识别型号 Model MT2WD。Mavic Mini升级版，配备4K相机、强化抗风能力、OcuSync 2.0图传系统，以及2250 mAh电池，续航31分钟。2020年11月发布。
Mini 2 SE
识别型号 Model MT2SD。经济款机型，搭载2.7K相机，总重量略微降低。2023年2月发布。
Mini 4K
识别型号 Model MT2PD。与Mini 2 SE类似，但配备4K相机。2024年4月发布。

### Mini 3
Mini 3 Pro
识别型号 Model MT3M3VD、MT3M3VDB及MT3M3VZ。Mini 2升级版，配备4800万像素1/1.3英寸CMOS相机、OcuSync 3.0图传系统、三向避障功能，以及2453 mAh电池，续航34分钟。可选配3850 mAh电池将续航提升至47分钟，但总重量增加约40克（0.088磅）。2022年5月发布。Mini 3 Pro的三个型号仅为认证与销售用途划分，硬件完全一致。
Mini 3
识别型号 Model MT3PD。精简版Mini 3 Pro，移除前后视避障传感器并采用OcuSync 2.0图传系统。标配2453 mAh电池续航提升至38分钟，选配3850 mAh电池可达51分钟。2022年12月发布。

### Mini 4
Mini 4 Pro
识别型号 Model MT4MFVD。Mini 3 Pro增强版，搭载全向视觉避障系统、OcuSync 4.0图传系统、4K慢动作功能，以及2590 mAh电池，续航34分钟。可选配3850 mAh电池，续航提升至45分钟，但总重量增加约40 g（0.088磅）。2023年9月发布。

## 事故
2025年1月9日，一架大疆Mini 3 Pro无人机与正在参与南加州山火扑救工作的加拿大CL-415灭火飞机发生碰撞，导致飞机的左翼被撞出一个洞，该飞机不得不停飞接受维修。该无人机当时违反了为保护消防飞机而设立的临时飞行限制区规定。据洛杉矶县消防局局长安东尼·马龙透露，联邦调查局计划部署"空中装甲"系统来阻止无人机进入禁飞空域。

## 延伸阅读
- 大疆创新
- 大疆御系列
- 大疆创新产品列表